# Maafilaafushi
Maafilaafushi est une petite île inhabitée des Maldives. Elle fut anciennement habitée, ainsi qu'en témoignent diverses ruines, avant que les habitants ne s'installent à Naifaru. Elle fait de nouveau l'attention pour envisager un peuplement, en dérivatif des îles surpeuplée de Naifaru et Hinnavaru.

## Géographie
Maafilaafushi est située dans le centre des Maldives, au Sud-Ouest de l'atoll Faadhippolhu, dans la subdivision de Lhaviyani. Elle voisine les îles plus petites de Medhafushi, Meedhaahuraa et Maakoa (ou Maako).